# Sundet Log Cabin
La Sundet Log Cabin – ou Jokum Olson Sundet Log Cabin – est une cabane en rondins exposée au Brookings County Museum de Volga, dans le Dakota du Sud, aux États-Unis. Construite en 1872, cette petite habitation familiale est originellement située à une faible distance au nord-ouest de l'endroit où l'Interstate 29 croise aujourd'hui la Big Sioux, une quinzaine de kilomètres au sud de Brookings. Elle est inscrite au South Dakota State Register of Historic Places depuis 1978.